# Philadelphia Eagles 2012
La stagione sportiva 2012 dei Philadelphia Eagles è stata la 80ª della squadra disputata nella National Football League. Gli Eagles hanno giocato le partite in casa al Lincoln Financial Field di Filadelfia. Per la 14ª e ultima stagione consecutiva la squadra è stata guidata dall'allenatore capo Andy Reid.

## Scelte nel Draft 2012
| Giro | N.  | Giocatore          | Ruolo | College           |
| ---- | --- | ------------------ | ----- | ----------------- |
| 1    | 12  | Fletcher Cox       | DT    | Mississippi State |
| 2    | 59  | Vinny Curry        | DE    | Marshall          |
| 3    | 88  | Nick Foles         | QB    | Arizona           |
| 4    | 123 | Brandon Boykin     | DB    | Georgia           |
| 5    | 153 | Dennis Kelly       | OT    | Purdue            |
| 6    | 194 | Marvin McNutt      | WR    | Iowa              |
| 6    | 200 | Brandon Washington | OG    | Miami             |
| 7    | 229 | Bryce Brown        | RB    | Kansas State      |

## Roster
| Roster dei Philadelphia Eagles al termine della stagione 2012 |
| --- |
| Quarterback - 11 Trent Edwards - 7 Michael Vick Running Back - 34 Bryce Brown - 39 Stanley Havili FB - 28 Dion Lewis - 25 LeSean McCoy - 32 Chris Polk Wide Receiver - 81 Jason Avant - 14 Riley Cooper - 13 Damaris Johnson PR - 18 Jeremy Maclin - 83 Marvin McNutt - 19 Greg Salas Tight End - 87 Brent Celek - 41 Emil Igwenagu FB - 86 Evan Moore Offensive Linemen - 77 Demetress Bell T - 65 King Dunlap T - 67 Dennis Kelly T - 78 Matt Kopa T - 69 Evan Mathis G - 66 Dallas Reynolds C - 64 Jake Scott G - 68 Matt Tennant C - 63 Danny Watkins G Defensive Linemen - 58 Trent Cole DE - 91 Fletcher Cox DT - 75 Vinny Curry DE - 90 Antonio Dixon DT - 54 Brandon Graham DE - 76 Phillip Hunt DE - 97 Cullen Jenkins DT - 94 Derek Landri DT - 55 Darryl Tapp DE - 72 Cedric Thornton DT Linebacker - 51 Jamar Chaney OLB - 56 Akeem Jordan OLB - 95 Mychal Kendricks OLB - 50 Casey Matthews MLB - 53 Ryan Rau OLB - 59 DeMeco Ryans MLB Defensive Back - 29 Nate Allen SS - 30 Colt Anderson SS - 24 Nnamdi Asomugha CB - 22 Brandon Boykin CB/KR - 42 Kurt Coleman FS - 27 Brandon Hughes CB - 31 Curtis Marsh CB - 23 Dominique Rodgers-Cromartie CB - 21 David Sims FS Special Team - 46 Jon Dorenbos LS - 6 Alex Henery K - 1 Mat McBriar P Lista delle riserve - 9 Nick Foles QB (IR) - 82 Clay Harbor TE (IR) - 79 Todd Herremans OT (IR) - 10 DeSean Jackson WR (IR-DRF) - 80 Ronald Johnson WR (IR) - 62 Jason Kelce C (IR) - 74 Nate Menkin OT (IR) - 98 Mike Patterson DT (NF-Ill.) - 71 Jason Peters OT (NF-Inj.) Squadra di allenamento - 93 Ronnie Cameron DT - 89 Derek Carrier TE - 88 B. J. Cunningham WR - 96 Marcus Dowtin MLB - 73 Matt Reynolds OT - 57 Nathan Stupar OLB - 61 Julian Vandervelde G/C - 26 Eddie Whitley FS 53 attivi, 9 inattivi, 8 nella squadra di allenamento |
| Legenda - I rookie sono in corsivo. - Il primo ruolo è il principale mentre gli eventuali successivi indicano i ruoli secondari. - (IR) sta per Injured Reserve ed indica la lista ristretta per un solo giocatore infortunato che può tornare ad allenarsi dopo la settimana 6 e a rientrare in prima squadra dopo che questa ha giocato 8 partite. - (NF-Inj.) / (NF-Ill.) stanno rispettivamente per Non-Football Injured e Non-Football Illness ed indicano le liste dove viene inserito un giocatore che ha un infortunio o una malattia non dipendente dal football americano. - (PUP) sta per Physically Unable to Perform ed indica la lista dove viene inserito un giocatore mentre è in attesa di recuperare la condizione fisica. Nella stagione regolare dopo la sesta partita giocata dalla propria squadra, il giocatore ha tempo tre settimane per riprendere ad allenarsi, più tre settimane aggiuntive dal suo rientro agli allenamenti per rientrare in prima squadra. |

## Calendario
| Turno | Data               | Ora                | Avversario              | Risultato          | Risultato          | Stadio                        | TV                 | Tabellino          |
| Turno | Data               | Ora                | Avversario              | Punteggio          | Record             | Stadio                        | TV                 | Tabellino          |
| ----- | ------------------ | ------------------ | ----------------------- | ------------------ | ------------------ | ----------------------------- | ------------------ | ------------------ |
| 1     | Settembre 9        | 1:00 p.m. EDT      | at Cleveland Browns     | V 17–16            | 1–0                | Cleveland Browns Stadium      | Fox                | Recap              |
| 2     | Settembre 16       | 1:00 p.m. EDT      | Baltimore Ravens        | V 24–23            | 2–0                | Lincoln Financial Field       | CBS                | Recap              |
| 3     | Settembre 23       | 4:05 p.m. EDT      | at Arizona Cardinals    | S 6–27             | 2–1                | University of Phoenix Stadium | Fox                | Recap              |
| 4     | Settembre 30       | 8:20 p.m. EDT      | New York Giants         | V 19–17            | 3–1                | Lincoln Financial Field       | NBC                | Recap              |
| 5     | Ottobre 7          | 1:00 p.m. EDT      | at Pittsburgh Steelers  | S 14–16            | 3–2                | Heinz Field                   | Fox                | Recap              |
| 6     | Ottobre 14         | 1:00 p.m. EDT      | Detroit Lions           | S 23–26 (OT)       | 3–3                | Lincoln Financial Field       | Fox                | Recap              |
| 7     | Settimana di pausa | Settimana di pausa | Settimana di pausa      | Settimana di pausa | Settimana di pausa | Settimana di pausa            | Settimana di pausa | Settimana di pausa |
| 8     | Ottobre 28         | 1:00 p.m. EDT      | Atlanta Falcons         | S 17–30            | 3–4                | Lincoln Financial Field       | Fox                | Recap              |
| 9     | 5 novembre         | 8:30 p.m. EST      | at New Orleans Saints   | S 13–28            | 3–5                | Mercedes-Benz Superdome       | ESPN               | Recap              |
| 10    | Novembre 11        | 4:25 p.m. EST      | Dallas Cowboys          | S 23–38            | 3–6                | Lincoln Financial Field       | Fox                | Recap              |
| 11    | Novembre 18        | 1:00 p.m. EST      | at Washington Redskins  | S 6–31             | 3–7                | FedExField                    | Fox                | Recap              |
| 12    | 26 novembre        | 8:30 p.m. EST      | Carolina Panthers       | S 22–30            | 3–8                | Lincoln Financial Field       | ESPN               | Recap              |
| 13    | 2 dicembre         | 8:20 p.m. EST      | at Dallas Cowboys       | S 33–38            | 3–9                | Cowboys Stadium               | NBC                | Recap              |
| 14    | Dicembre 9         | 1:00 p.m. EST      | at Tampa Bay Buccaneers | V 23–21            | 4–9                | Raymond James Stadium         | Fox                | Recap              |
| 15    | 13 dicembre        | 8:20 p.m. EST      | Cincinnati Bengals      | S 13–34            | 4–10               | Lincoln Financial Field       | NFLN               | Recap              |
| 16    | 23 dicembre        | 1:00 p.m. EST      | Washington Redskins     | S 20–27            | 4–11               | Lincoln Financial Field       | Fox                | Recap              |
| 17    | 30 dicembre        | 1:00 p.m. EST      | at New York Giants      | S 7–42             | 4–12               | MetLife Stadium               | Fox                | Recap              |

LEGENDA
Grassetto indica avversari della division.